# Seleção Angolana de Futebol Feminino
A Seleção Angolana de Futebol Feminino  é a equipe que representa a Angola nas principais competições internacionais femininas.  Ela é filiada à FIFA, CAF e à COSAFA. Sua melhor colocação no Ranking Mundial de Seleções da Federação Internacional de Futebol (FIFA) foi um 82º lugar em dezembro de 2003.
Angola terminou em terceiro lugar no Campeonato Africano de 1995. Angola também se classificou para o Campeonato em 2002, onde venceu o Zimbábue e a África do Sul, mas perdeu para Camarões por um a zero. No ano de 2008 as angolanas chegaram à final da Copa COSAFA, onde encontraram a África do Sul, que as derrotou por 3 a 1.